# 李謜
李 謜（り げん、782年 - 799年）は、唐の皇族。文敬太子。

## 経歴
順宗の子として生まれた。徳宗に愛され、その養子となった。貞元4年（788年）、邕王に封じられ、開府儀同三司の位を受けた。貞元7年（791年）、義武軍節度使の張孝忠が死去すると、李謜は義武軍節度大使・易定観察等使となり、定州刺史の張茂昭が留後をつとめ、李謜は宮中から出なかった。貞元10年（794年）6月、昭義軍節度使の李抱真が死去すると、李謜は昭義軍節度大使・沢潞邢洺磁観察等使となり、潞州の将の王虔休が潞州司馬・知留後をつとめ、やはり李謜は宮中から出なかった。貞元15年（799年）10月、李謜は死去した。享年は18。文敬太子と追贈された。この年の12月、昭応に葬られた。

## 伝記資料
- 『旧唐書』巻150 列伝第100
- 『新唐書』巻82 列伝第7